# .gm
.gm е интернет домейн от първо ниво за Гамбия. Администрира се от GM-NIC. Представен е през 1997 г.